# Georg der Bärtige

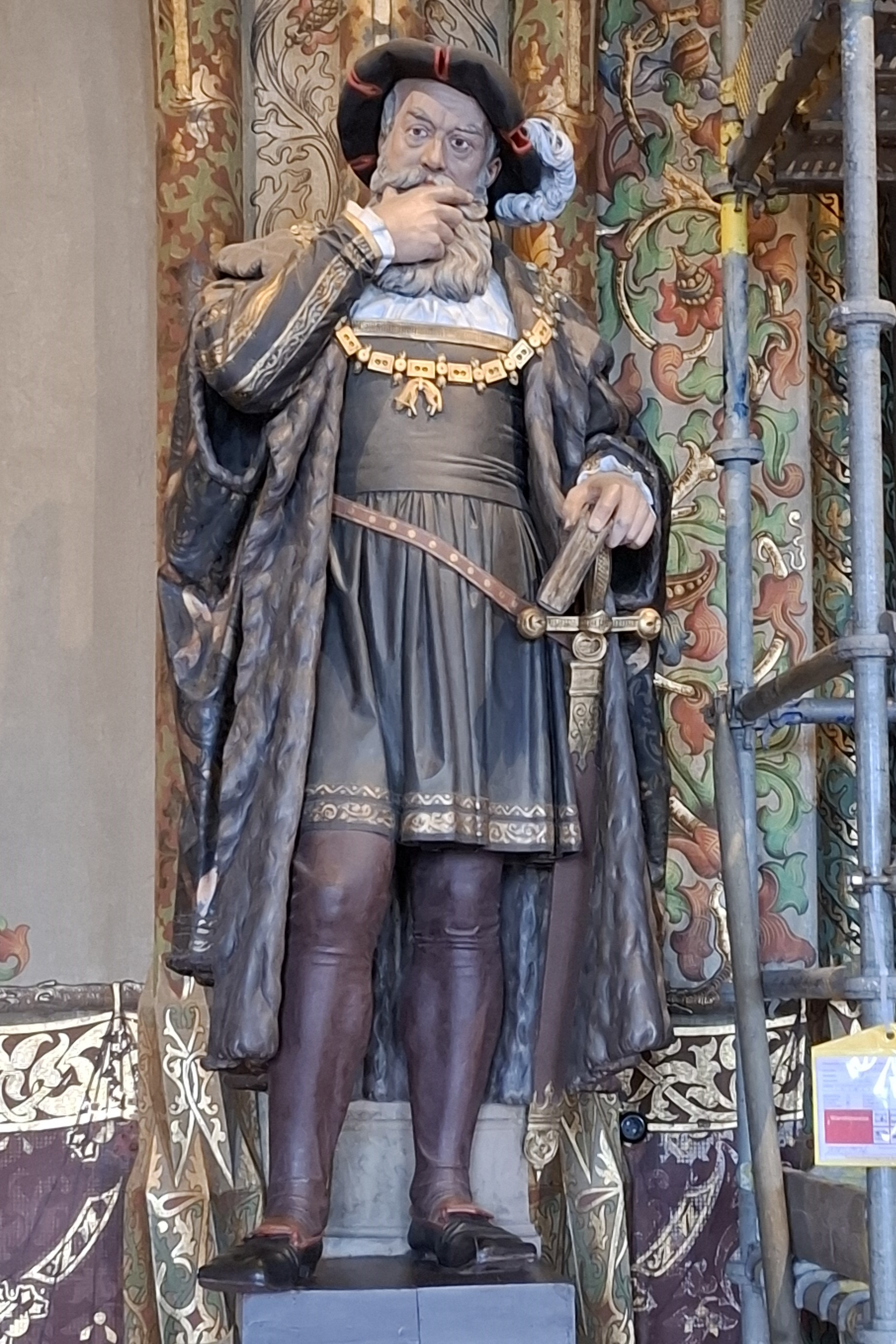
Standbild von Georg dem Bärtigen in der Großen Hofstube der Albrechtsburg in Meißen.

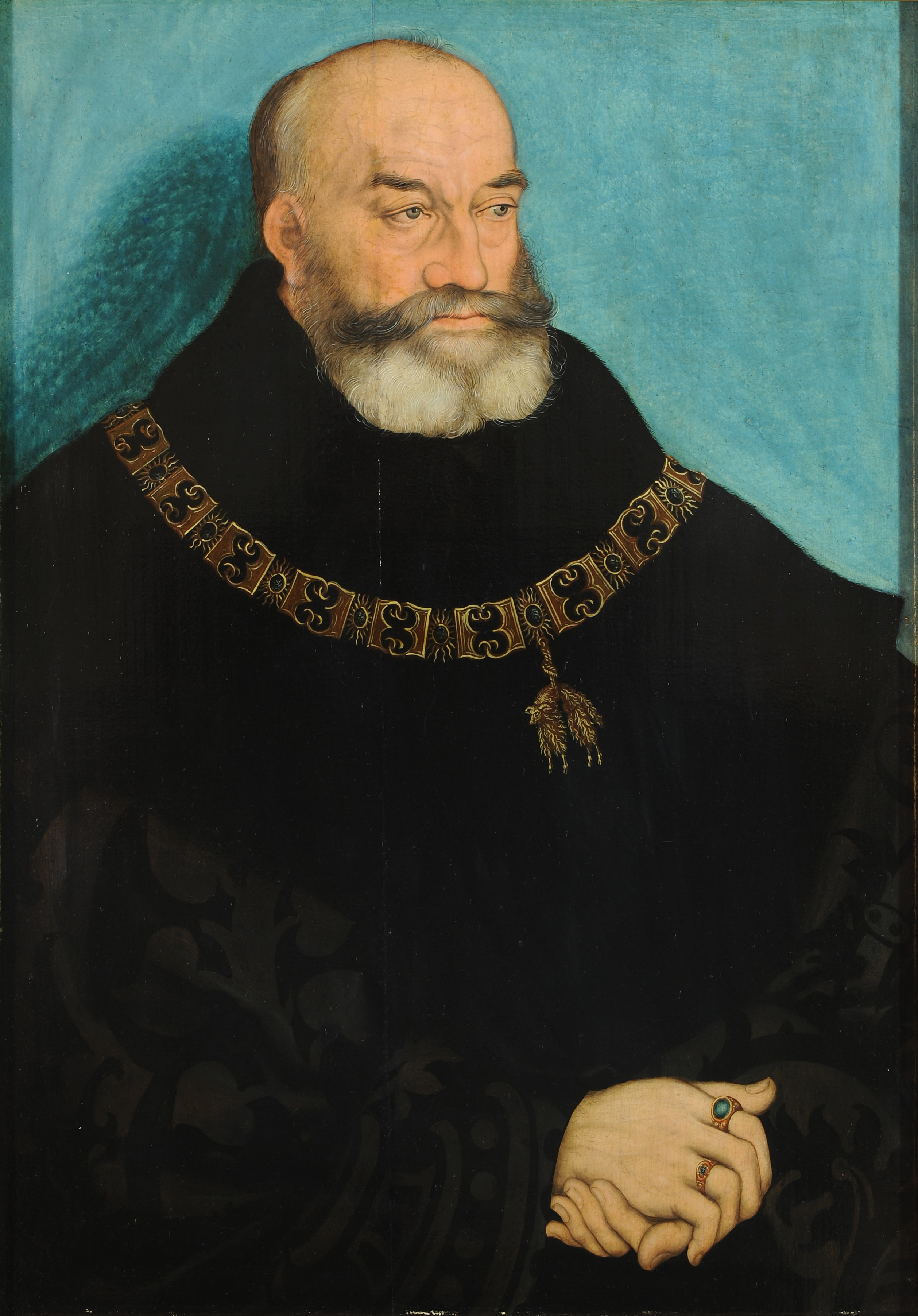
Georg der Bärtige im Alter von etwa 63 Jahren, Lucas Cranach der Ältere, um 1534, Öl auf Holz, Museum der bildenden Künste Leipzig

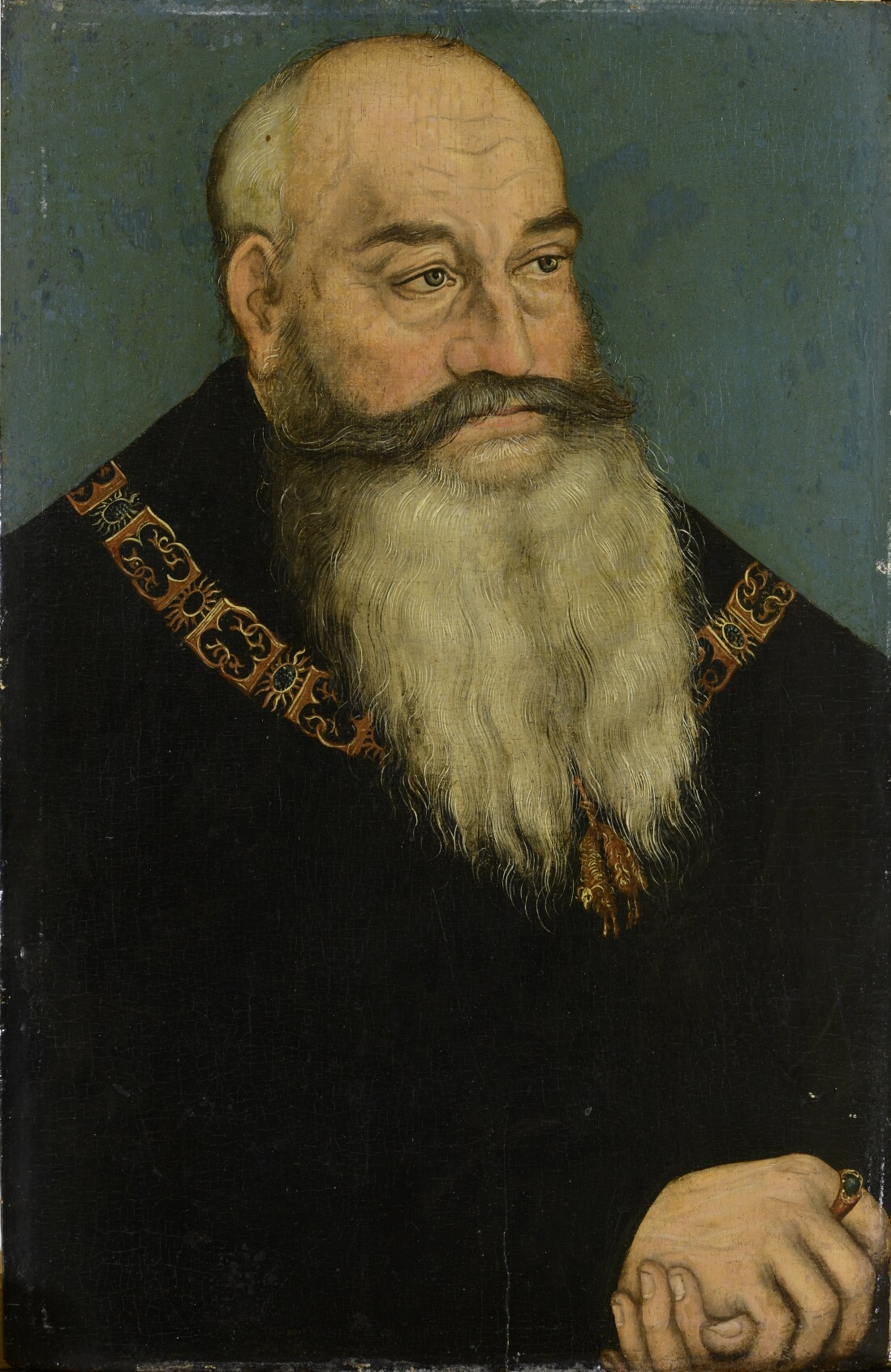
Georg der Bärtige in seinen letzten Lebensjahren, Lucas Cranach dem Älteren, 1534–1539, Öl auf Holz, Wartburg

Georg der Bärtige (lateinisch: Georgius Barbatus; * 27. August 1471 in Meißen; † 17. April 1539 in Dresden) war Herzog des albertinischen Sachsens sowie Herzog von Sagan.

## Leben
Georg der Bärtige wurde als ältester Sohn von Albrecht dem Beherzten und Sidonie von Böhmen geboren. Er erhielt eine gute Bildung, war des Lateinischen kundig und nahm persönlichen Anteil an den theologischen Auseinandersetzungen seiner Epoche.
Georg hatte sich ursprünglich auf eine geistliche Laufbahn vorbereitet und war 1484 zum Domherrn in Mainz ernannt worden. Er studierte vielleicht an der Universität Leipzig; es finden sich aber keine Nachweise in der dortigen Matrikel.
Während der Abwesenheit seines Vaters auf Kriegszügen in Flandern und Friesland nahm Georg bereits ab 1488 in Vertretung verschiedene Amtsgeschäfte wahr, unter anderem die Bergwerksangelegenheiten. In der Inschrift des in der Regierungszeit Albrechts in den Münzstätten Zwickau und Schneeberg geprägten Bartgroschens von 1492 und 1493 erscheint Herzog Georg als Vertreter seines Vaters auf dem gemeinschaftlich geprägten Groschen der Wettiner. Er gilt als Gründer der Stadt Annaberg und erließ 1509 eine Bergordnung. Ab 1500 übernahm er die Regierungsgeschäfte im albertinischen Sachsen vollständig.
Sein jüngerer Bruder Heinrich hatte vom gemeinsamen Vater Albrecht Friesland geerbt. Doch weil sich die Friesen seiner Herrschaft widersetzten und er zur Regierung unfähig war, verzichtete er am 30. Mai 1505 in einem Vertrag mit seinem Bruder Georg auf Friesland und begnügte sich mit den Ämtern Freiberg und Wolkenstein. In Friesland kam es von 1514 bis 1517 zur Sächsischen Fehde, einer Auseinandersetzung gegen Edzard I. von Ostfriesland um die Stadt Groningen.
Georg war ein entschiedener Gegner der Lehren von Jan Hus und Martin Luther. Im Jahr 1523 ließ er in seinem Land sämtliche Exemplare des Septembertestaments, der ersten Übersetzung des Neuen Testaments durch Martin Luther, konfiszieren. Stattdessen beauftragte er Hieronymus Emser damit, eine rechtgläubige Übersetzung des Neuen Testaments zu erstellen, um damit Luthers Version vom Buchmarkt zu verdrängen. Emsers Neues Testament wurde 1527 unter dem Titel Das naw testament nach lawt der Christlichē kirchen in Dresden gedruckt. Im Juli 1525 schloss Georg sich mit verschiedenen norddeutschen katholischen Fürsten im Dessauer Bund zusammen, um der Weiterverbreitung der lutherischen Lehren zu begegnen. Trotz aller dieser Bemühungen konnte er nicht verhindern, dass die Reformation auch in sein Land eindrang.
Vereint mit Landgraf Philipp von Hessen und Herzog Heinrich von Braunschweig vernichtete Georg im Bauernkrieg im Mai 1525 das Heer der aufständischen Bauern bei Frankenhausen.
Im Mai 1500 beschloss Kurfürst Kurfürst Friedrich III. der Weise gemeinsam mit seinem Bruder Herzog Johann dem Beständigen im Einvernehmen mit Herzog Georg dem Bärtigen als Stellvertreter seines Vaters Albrecht des Beherzten, der als Statthalter in Westfriesland weilte, die sogenannte Leipziger Münzordnung. Damit begann in Sachsen der erste Abschnitt der sächsischen Talerwährung.
Infolge von Meinungsverschiedenheiten kam es 1530 bis Ende 1533 zur sächsischen Münztrennung zwischen dem ernestinischen Kurfürsten Johann dem Beständigen und Georg dem Bärtigen. Darin vertrat der Herzog die Auffassung, dass es die Rechtlichkeit verlange, den von der Bevölkerung vorausgesetzten Wert der silbernen Gulden beizubehalten. Er ließ daher besonders gekennzeichnete Münzen im eigenen Namen in den Münzstätten Freiberg, Leipzig und Annaberg prägen.
Georg war 38 Jahre mit Barbara (1478–1534), der Tochter des Königs Kasimir IV. von Polen, verheiratet. Nach ihrem Tod ließ er sich als Zeichen seiner Trauer den Bart wachsen, was ihm den Beinamen der Bärtige einbrachte. Georg der Bärtige verstarb 1539 in Dresden und wurde an der Seite seiner Frau in einer Grabkapelle im Meißner Dom beigesetzt.
Georgs Sohn Johann war kränklich und starb kinderlos am 11. Januar 1537. Sein zweiter Sohn Friedrich war geistig behindert und starb noch vor dem Vater am 26. Februar 1539. Das albertinische Herzogtum Sachsen fiel an Georgs lutherisch gesinnten Bruder Heinrich, was Georg zu Lebzeiten vergeblich zu vereiteln versuchte. Seine Tochter Christine heiratete 1523 Landgraf Philipp von Hessen, der 1526 in seinem Herrschaftsgebiet die Reformation einführte. Georgs Schwiegertochter Elisabeth von Rochlitz, die Frau und Witwe Johanns, als geborene Landgräfin von Hessen die Schwester Philipps des Großmütigen, führte in ihrem Wittumssitz Rochlitz die Reformation ein.
Georg war Träger der Ordenskette vom Goldenen Vlies.

## Kunstpolitik

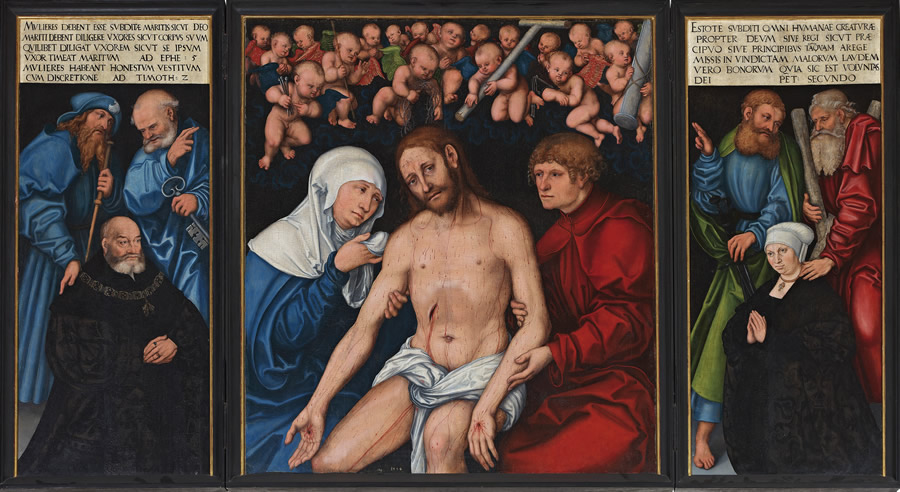
Triptychon von Lucas Cranach d. Ä. in Georgs Grabkapelle am Meißner Dom; links der Herzog, rechts seine Frau Barbara kniend mit Aposteln, in der Mitte Christus nach der Kreuzabnahme. Die Grabkapelle, in den 1520er Jahren erbaut, erhielt im späten 17. Jahrhundert barocke Stuckaturen.

Georg war sehr an den zeitgenössischen Künsten interessiert und nutzte sie für seine Selbstdarstellung und die seiner Familie. Ein früher Auftrag von ihm und seiner Ehefrau Barbara von Polen an den Meister HW war 1512 die sogenannte Schöne Tür für das neu gegründete Franziskanerkloster in der von ihm gegründeten Bergstadt Annaberg.
1518 war Georg auf dem Reichstag von Augsburg gewesen und hatte die an norditalienischen Vorbildern orientierte Kunst der Fugger kennengelernt. Im Anschluss daran gab er in der Werkstatt der Daucher einen neuen Hochaltar im neuen Stil für die Annenkirche in der neugegründeten Bergstadt Annaberg in Auftrag. Dieser Hochaltar wurde 1521 nach Sachsen geliefert.
Ab 1521 ließ Georg die Albrechtsburg in Meißen durch Jacob Haylmann fertigstellen, einen Schüler des königlich-böhmischen Hofarchitekten Benedikt Ried. Als Bildhauer stellte er Christoph Walther I in seine Dienste, der das Schloss mit einer Serie von Darstellungen verschiedener Tugendenallegorien versah.
Ab etwa 1521 ließ er für sich und seine Ehefrau eine Grabkapelle im Meißener Dom errichten (heute: Georgskapelle), deren antikisierendes Portal ebenfalls von der Architektur der Fuggerkapelle und anderen Werken in Augsburg beeinflusst war. Es erhielt ein Relief des bedeutenden Augsburger Bildhauers Hans Daucher. Ausgeführt wurde die neuartige Architektur aber bis 1524 in einheimischem Stein von lokalen Künstlern wie Christoph Walther I.
1530–1535 ließ Georg einen Anbau am Dresdener Schloss errichten, das Georgentor. Der Torbau wurde mit umfangreicher Bauplastik von Christoph Walther I geschmückt, darunter der Fries des Totentanzes.

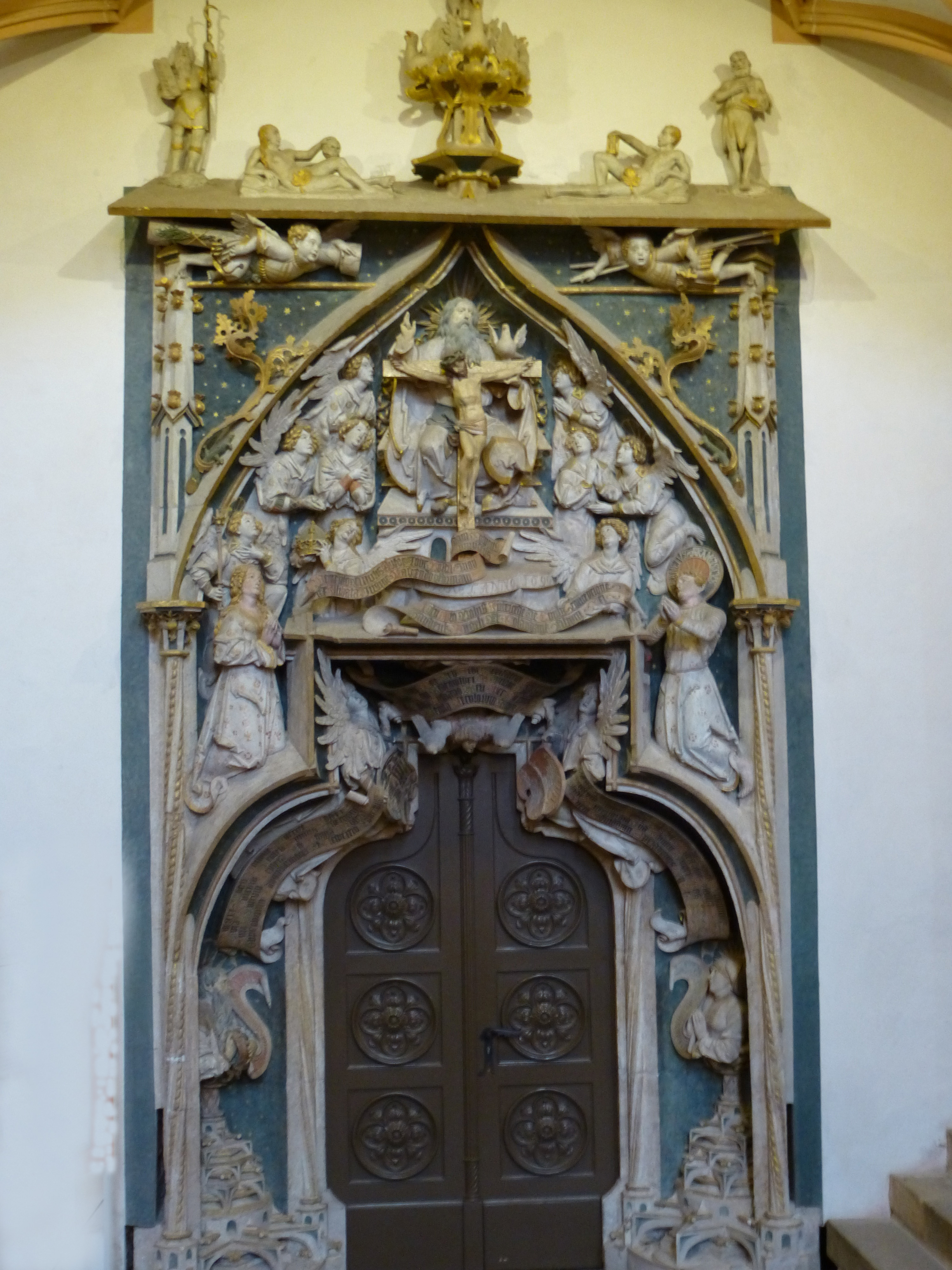
Die Schöne Tür, heute in der Annenkirche in Annaberg-Buchholz, 1512 Meister HW
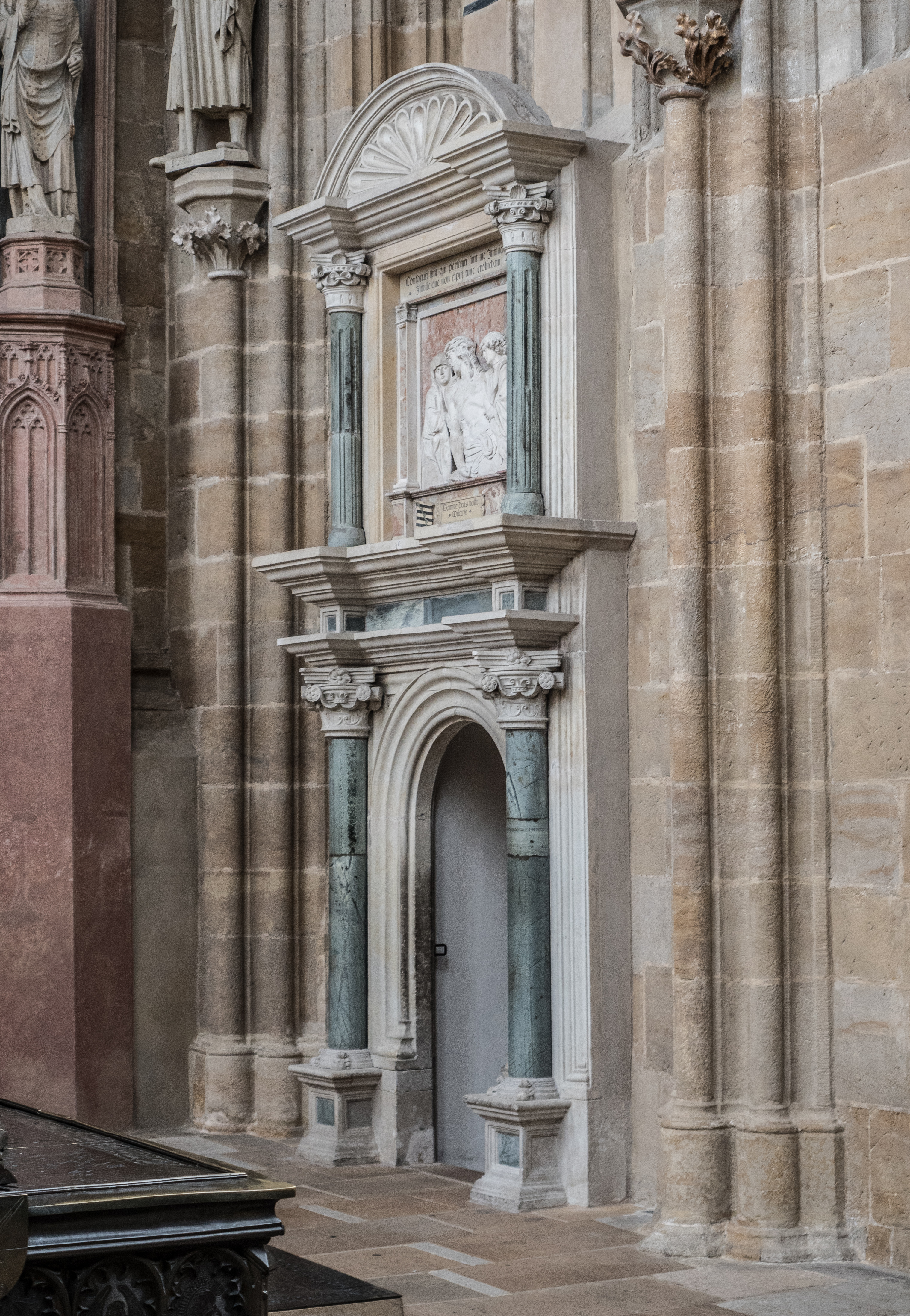
Portal der Georgskapelle im Dom zu Meißen, 1524
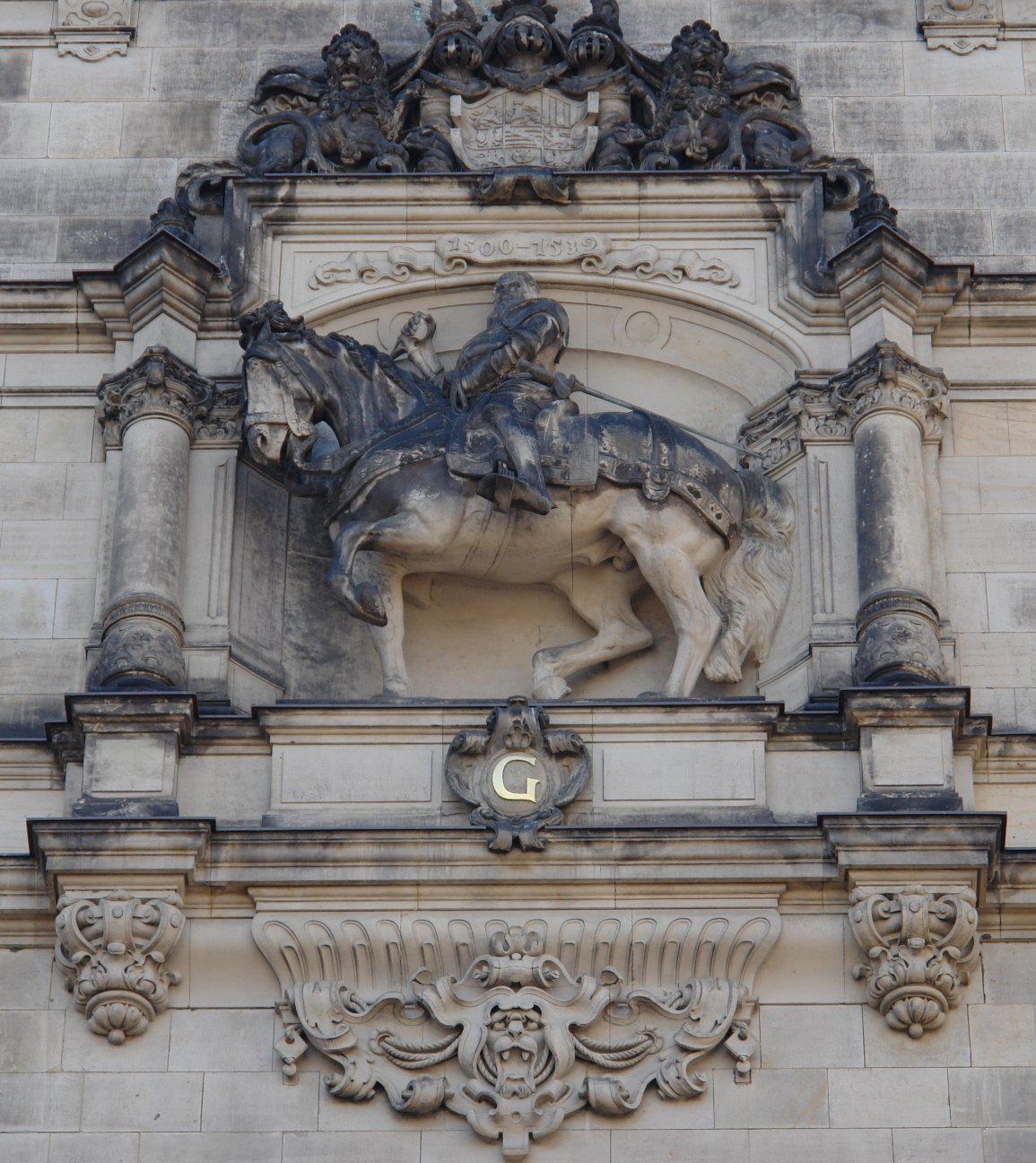
Reiterstandbild am Georgentor

## Ehe und Nachkommen

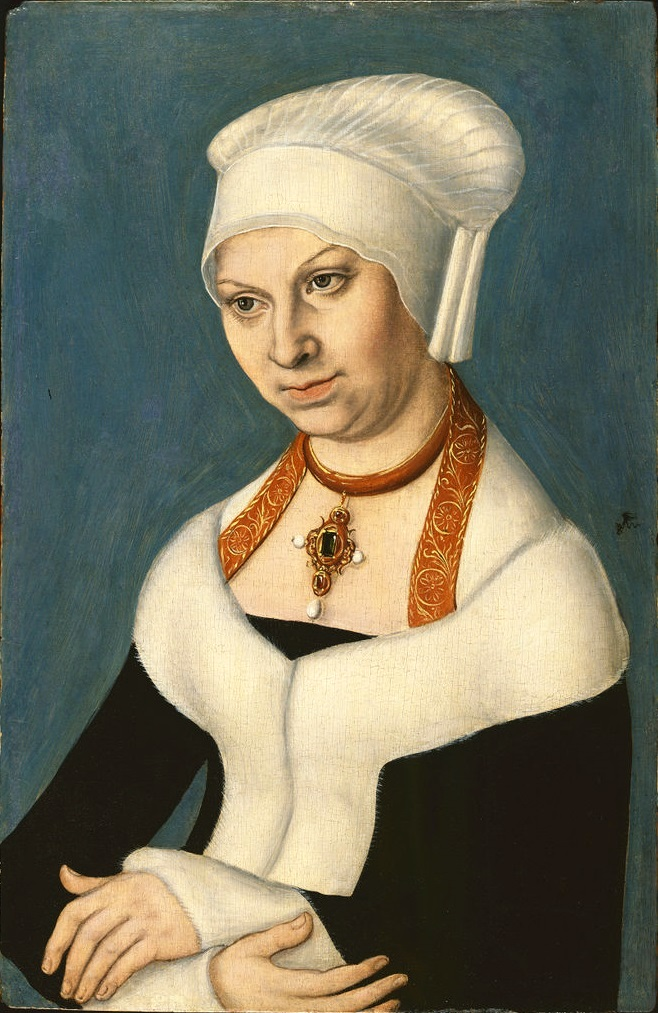
Barbara von Polen

Georg der Bärtige heiratete am 21. November 1496 in Leipzig Barbara (1478–1534), eine Tochter des polnischen Königs Kasimir IV. Aus dieser Ehe entstammten:
1. Christoph (* 8. September 1497 in Dresden; † 5. Dezember 1497 in Leipzig), Erbprinz von Sachsen
2. Johann (1498–1537), Erbprinz von Sachsen ⚭ Elisabeth von Hessen
3. Wolfgang (* 1499; † 12. Januar 1500 in Dresden)
4. Anna (* 21. Januar 1500; † 23. Januar 1500)
5. Christoph (*/† 27. Mai 1501)
6. Agnes (* 7. Januar 1503; † 16. April 1503)
7. Friedrich (1504–1539), Erbprinz von Sachsen ⚭ Elisabeth von Mansfeld-Vorderort
8. Christina (1505–1549) ⚭ Philipp I. von Hessen
9. Magdalene (1507–1534) ⚭ Joachim II. von Brandenburg
10. Margaretha (* 7. September 1508 in Dresden; † zwischen 7. September und 19. Dezember 1510)

## Vorfahren
| Ahnentafel Georg der Bärtige | Ahnentafel Georg der Bärtige                                                                         | Ahnentafel Georg der Bärtige                                                                         | Ahnentafel Georg der Bärtige                                                      | Ahnentafel Georg der Bärtige                                                      | Ahnentafel Georg der Bärtige                                                     | Ahnentafel Georg der Bärtige                                                     | Ahnentafel Georg der Bärtige                                                     | Ahnentafel Georg der Bärtige                                                     |
| ---------------------------- | --- | --- | --------------------------------------------------------------------------------- | --------------------------------------------------------------------------------- | -------------------------------------------------------------------------------- | -------------------------------------------------------------------------------- | -------------------------------------------------------------------------------- | -------------------------------------------------------------------------------- |
| Ururgroßeltern               | Markgraf Friedrich III. (1332–1381) ⚭ 1346 Katharina von Henneberg (1334–1397)                       | Herzog Heinrich I. zu Braunschweig-Lüneburg (1355–1416) Sophie von Pommern (1370–1406)               | Herzog Leopold III. (1351–1386) ⚭ 1365 Viridis Visconti von Mailand (1350–1414)   | Ziemowit IV. Alexandra von Litauen                                                | Boček II. von Podiebrad (–1417) Anna Elisabeth von Leipa                         | ?                                                                                | ?                                                                                | ?                                                                                |
| Urgroßeltern                 | Kurfürst Friedrich I. von Sachsen (1370–1428) ⚭ 1402 Katharina von Braunschweig-Lüneburg (1395–1442) | Kurfürst Friedrich I. von Sachsen (1370–1428) ⚭ 1402 Katharina von Braunschweig-Lüneburg (1395–1442) | Herzog Ernst der Eiserne (1377–1424) ⚭ 1412 Cimburgis von Masowien (1394/97–1429) | Herzog Ernst der Eiserne (1377–1424) ⚭ 1412 Cimburgis von Masowien (1394/97–1429) | Viktorin von Podiebrad (1403–1427) Anna von Wartenberg (1403–1427)               | Viktorin von Podiebrad (1403–1427) Anna von Wartenberg (1403–1427)               | Smil von Sternberg (–1431) Barbara von Pardubitz (–1433)                         | Smil von Sternberg (–1431) Barbara von Pardubitz (–1433)                         |
| Großeltern                   | Kurfürst Friedrich II. (1412–1464) ⚭ 1431 Margaretha von Österreich (1416–1486)                      | Kurfürst Friedrich II. (1412–1464) ⚭ 1431 Margaretha von Österreich (1416–1486)                      | Kurfürst Friedrich II. (1412–1464) ⚭ 1431 Margaretha von Österreich (1416–1486)   | Kurfürst Friedrich II. (1412–1464) ⚭ 1431 Margaretha von Österreich (1416–1486)   | König Georg von Podiebrad (1420–1471) ⚭ 1441 Kunigunde von Sternberg (1425–1449) | König Georg von Podiebrad (1420–1471) ⚭ 1441 Kunigunde von Sternberg (1425–1449) | König Georg von Podiebrad (1420–1471) ⚭ 1441 Kunigunde von Sternberg (1425–1449) | König Georg von Podiebrad (1420–1471) ⚭ 1441 Kunigunde von Sternberg (1425–1449) |
| Eltern                       | Herzog Albrecht der Beherzte (1443–1500) ⚭ 1464 Sidonie von Böhmen (1449–1510)                       | Herzog Albrecht der Beherzte (1443–1500) ⚭ 1464 Sidonie von Böhmen (1449–1510)                       | Herzog Albrecht der Beherzte (1443–1500) ⚭ 1464 Sidonie von Böhmen (1449–1510)    | Herzog Albrecht der Beherzte (1443–1500) ⚭ 1464 Sidonie von Böhmen (1449–1510)    | Herzog Albrecht der Beherzte (1443–1500) ⚭ 1464 Sidonie von Böhmen (1449–1510)   | Herzog Albrecht der Beherzte (1443–1500) ⚭ 1464 Sidonie von Böhmen (1449–1510)   | Herzog Albrecht der Beherzte (1443–1500) ⚭ 1464 Sidonie von Böhmen (1449–1510)   | Herzog Albrecht der Beherzte (1443–1500) ⚭ 1464 Sidonie von Böhmen (1449–1510)   |
| Georg der Bärtige            | | |                                                                                   |                                                                                   |                                                                                  |                                                                                  |                                                                                  |                                                                                  |